# Richard Jones (football)
Pour les articles homonymes, voir Richard Jones et Jones.
Richard Glynn Jones, dit Ritchie Jones, est un footballeur anglais né le 26 septembre 1986 à Manchester. Il évolue au poste de milieu de terrain avec le FC Edmonton en NASL.
Il a été formé à Manchester United.

## Parcours en club
- 2005-2008 : Manchester United  Angleterre
- → 2005-2006 : Royal Antwerp FC  Belgique
- → 2006 : Colchester United  Angleterre
- → 2006-2007 : Barnsley FC  Angleterre
- → 2007 : Yeovil Town  Angleterre
- 2008-2010 : Hartlepool United  Angleterre
- 2010-2011 : Oldham AFC  Angleterre
- 2011- : Bradford City[1]  Angleterre